# Velamysta dispersa
Velamysta dispersa är en fjärilsart som beskrevs av Gustav Weymer 1890. Velamysta dispersa ingår i släktet Velamysta och familjen praktfjärilar. Inga underarter finns listade i Catalogue of Life.